# Piet Peters (wielrenner)
Piet Peters (Haarlem, 28 september 1921 – aldaar, 20 januari 1993) was een Nederlands wielrenner. In 1951 werd hij tweede in de Benelux Tour voor amateurs. Dit is de enige ereplaats die bekend is van de Haarlemmer.
Peters deed namens Nederland mee aan de Olympische Spelen van 1948 in Londen, aan de Individuele wegwedstrijd. Slechts 28 renners wisten de koers uit te rijden. Peters was echter een van de afvallers en gaf dus voortijdig op.
Peters overleed op 20 januari 1993 op 71-jarige leeftijd.

## Grote rondes
Geen